# Carinaulus dierli
Carinaulus dierli är en skalbaggsart som beskrevs av Vladimir Balthasar 1967. Carinaulus dierli ingår i släktet Carinaulus och familjen Aphodiidae. Inga underarter finns listade.